# Кувиково
Куви́ково (рос. Кувыково, башк. Кувыков) — село у складі Кушнаренковського району Башкортостану, Росія. Входить до складу Ахметовської сільської ради.
Населення — 294 особи (2010; 318 у 2002).
Національний склад:
- росіяни — 84 %